# Tukanbarbetter
Tukanbarbetter (Semnornithidae) är en liten familj av ordningen hackspettartade fåglar. Familjen består endast av två arter i släktet Semnornis med utbredning i Latinamerika från Costa Rica till västra Ecuador:
- Klonäbbad barbett (S. frantzii)
- Tukanbarbett (S. ramphastinus)